# 1807

## Esdeveniments
Països Catalans
Resta del món
- Castell de Fontainebleau (França): se signa el Tractat de Fontainebleau de 1807 entre Carles IV d'Espanya i Napoleó Bonaparte pel qual es reparteixen el Regne de Portugal.
- 25 de març: El Parlament del Regne Unit prohibeix el comerç d'esclaus a l'Imperi Britànic a través de l'Acta del Comerç d'Esclaus de 1807,[1] amb l'aprovació de l'Slave Trade Act promoguda pel diputat William Wilberforce. No abolia, però, l'esclavitud en si mateixa que duraria fins al 1833.
- 14 de juny - Friendland (Prússia, actualment a l'óblast de Kaliningrad, Rússia): l'exèrcit de la Primera República Francesa obté una victòria decisiva contra l'exèrcit rus en la batalla de Friedland en la que aquest últim té entre 30.000 i 40.000 pèrdues. Això significarà la retirada de Rússia de la guerra de la Quarta Coalició.[2]
- 7 de juliol - Tilsit (Prússia Oriental, en l'actualitat a l'óblast de Kaliningrad, Rússia): Napoleó Bonaparte i el txar Alexandre I de Rússia signen el Tractat de Tilsit en el que Rússia abandona la Quarta Coalició i s'alia amb França amb la promesa secreta d'ajuda mútua en els conflictes. Per aquest tractat també es crea el Gran Ducat de Varsòvia.[3]
- 9 de juliol - Tilsit: Napoleó signa el segon tractat de Tilsit amb Prússia i aquesta perd gairebé la meitat del seu territori nacional.
- 27 d'octubre - Castell de Fontainebleau (Sena i Marne, França): el Regne d'Espanya i el Primer Imperi Francès signen el Tractat de Fontainebleau de 1807 s'acorda el partiment de Portugal en tres regnes i es deixa passar l'exèrcit francès per territori espanyol per a obligar que Portugal participi en el Bloqueig Continental contra el Regne Unit. Provocarà la Guerra del Francès.

## Naixements
Països Catalans
- 14 de maig - Vilafranca (Alt Maestrat, País Valencià): Marcelino Andrés y Andrés, metge i botànic (m. 1852).[4]
- 23 de desembre - Sallent: Sant Antoni Maria Claret missioner fundador dels claretians.
- Victorià Sugranyes Fernández (Reus, 1807 - Tetuan, 1860), militar reusenc.

Resta del món
- 6 d'abril - Varsòvia: Ludwika Chopin, música i escriptora polonesa, germana de Frédéric Chopin i curadora de la seva obra.[5]
- 28 de maig - Môtier (Suïssa): Jean Louis Agassiz, geòleg americà d'origen suís.[3]
- 4 de juliol - Niça (França): Giuseppe Garibaldi, polític i militar italià (m. 1882).[6]
- 15 d'agost - Mont-sous-Vaudrey (França): Jules Grévy, advocat, President de la República Francesa de 1879 a 1887 (m. 1891).
- 22 d'agost - Copenhaguen: Emma Hartmann, compositora danesa que va fer servir el pseudònim Frederick H. Palmer (m. 1851).[7]

## Necrològiques
Països Catalans
Resta del món
- 5 de febrer, Morosaglia, Còrsega: Pasquale Paoli, dirigent polític, considerat el pare del nacionalisme cors
- 18 de febrer, Offenbach, Hessen: Sophie von La Roche, escriptora alemanya[8]
- 3 de novembre, Brest-Litovsk, Imperi Rus: Aaron ben Meir de Brest, rabí belarús
- 5 de novembre, Roma, Estats Pontificis: Angelika Kauffmann, pintora austro-suïssa, especialitzada en la tècnica del retrat.[9]